# Medaglie per i benemeriti della popolare istruzione
Le medaglie per i benemeriti della popolare istruzione furono uno degli strumenti utilizzati in Italia, all'indomani dell'unificazione, per combattere l'analfabetismo che nel 1861 affliggeva il 78% della popolazione, con punte massime del 91% in Sardegna e del 90% in Calabria e Sicilia.
La benemerenza è stata riconfermata da vari provvedimenti legislativi che si sono succeduti nel tempo, ed è ancora in essere, immutata nelle caratteristiche fondamentali.

## Medaglia d'onore per gli insegnanti elementari benemeriti
La medaglia d'onore per gli insegnanti elementari benemeriti fu istituita dal Ministero della Istruzione pubblica con Circolare del 10 luglio 1866.
Il Ministro Domenico Berti ritenne che la gratitudine verso i maestri particolarmente diligenti, già manifestata spontaneamente da alcuni privati e con premi in denaro istituiti dal suo predecessore, dovesse essere testimoniata anche con un segno conferito secondo norme uniformi.

### Criteri di eleggibilità
La benemerenza, sotto forma di medaglia d'argento, bronzo o menzione onorevole, era conferita annualmente dal Ministero agli insegnanti elementari più meritevoli di ciascuna provincia del Regno, su proposta di Commissioni istituite in ogni provincia, che avevano il compito di esaminare i titoli dei maestri e delle maestre. 
Tali Commissioni potevano fare le proposte d'iniziativa o su istanza dei Comitati o Potestà scolastiche mandamentali o municipali, o degli insegnanti stessi.
Nel conferire le medaglie e le menzioni onorevoli si doveva tener conto soprattutto del numero degli alunni e del grado di istruzione da questi raggiunto ciascun anno; secondariamente si dovevano considerare l'anzianità di servizio nello stesso comune e gli altri meriti speciali riconosciuti dalla Commissione.
Importanti titoli di merito erano l'aver aperto d'iniziativa scuole serali e festive per adulti, se vi si insegnavano adatte nozioni di agricoltura e la frequenza e il profitto degli alunni di tali scuole.

### Insegne
Il provvedimento istitutivo stabiliva che sulle medaglie andava inciso il nome del premiato, ma non dava altre indicazioni sulle caratteristiche della stessa, che non appare intesa come portativa.
Tra chi otteneva la menzione onorevole si distribuivano libri con un'epigrafe del Ministero della Pubblica Istruzione.
I nomi dei premiati venivano pubblicati nella Gazzetta Ufficiale de Regno e nella Raccolta degli Atti del Ministero della Pubblica Istruzione.

## Medaglia per i benemeriti della popolare istruzione (1891)
La medaglia per i benemeriti della popolare istruzione fu Istituita con l'art. 11 del "Regolamento per la distribuzione dei sussidi all'Istruzione primaria e popolare" approvato con il R. D. n. 63 del 1891.
Essa, oltre ad assorbire tutte le caratteristiche della precedente, ne amplia le funzioni di strumento di promozione dell'istruzione popolare.
Il sistema di riconoscimenti per l'istruzione elementare, costituito da questa medaglia e dalla Medaglia per otto lustri d'insegnamento elementare del 1902, fu riformato con il regio decreto n. 633 del 1904, che istituì una nuova Medaglia per i benemeriti della popolare istruzione in sostituzione delle precedenti.

### Criteri di eleggibilità
La benemerenza, sotto forma di medaglia d'argento, bronzo o menzione onorevole, era conferita dal Ministero agli insegnanti elementari fra gli altri segnalati e alle persone - o istituti - che avevano in singolar modo mostrato di favorire l'istruzione e l'educazione popolare.
I Consigli scolastici provinciali potevano proporre i conferimenti, in numero limitato ogni anno, in base ad informazioni delle potestà e su parere degli Ispettori.
Gli insegnanti proposti dovevano aver già ottenuto la "patente" e aver insegnato per almeno otto, sei o quattro anni, secondo la classe del riconoscimento. 
Nel conferire le medaglie e le menzioni onorevoli si doveva tener conto non solo dello zelo, dei costumi e della capacità, ma soprattutto del numero degli alunni e del grado di istruzione da questi raggiunto ciascun anno; secondariamente si dovevano considerare l'anzianità di servizio nello stesso comune e gli altri meriti speciali riconosciuti. 
Importanti titoli di merito erano l'aver aperto d'iniziativa scuole serali e festive per adulti, se vi si insegnavano adatte nozioni di agricoltura e la frequenza e il profitto degli alunni di tali scuole.
Il Ministero poteva conferire la medaglia d'oro in casi di singolare munificenza dimostrata a beneficio dell'istruzione e dell'educazione del popolo.
Con il successivo R. D. n. 358 del 1895 si stabilì che le benemerenze non sarebbero più state concesse dal Ministero ma direttamente da re, su proposta del Ministro Segretario di Stato per la Pubblica Istruzione.

### Insegne
Il provvedimento istitutivo stabiliva che sulle medaglie si doveva incidere il nome della persona o dell'istituto cui erano state conferite, ma non dava altre indicazioni sulle caratteristiche della stessa.
Con il decreto del 1895 i recipienti furono autorizzati a fregiarsi pubblicamente di una medaglia del diametro di tre centimetri e mezzo, recante:
sul versol'effigie del re Umberto I
sul rectouna corona di quercia con la leggenda «ai benemeriti della popolare istruzione» sul bordo, al centro lo spazio per il nome del recipiente.
Le medaglie andavano portate alla parte sinistra del petto, appese a un nastro di seta di color verde largo trentasei millimetri, con orli rossi di sei millimetri ciascuno.

## Benemerenza della popolare istruzione (1904-1908-1928)
La medaglia per i benemeriti della popolare istruzione istituita con regio decreto n. 633 del 1904 sostituì il preesistente sistema di riconoscimenti per l'istruzione elementare, costituito dalla precedente Medaglia per i benemeriti della popolare istruzione del 1891 e dalla Medaglia per otto lustri d'insegnamento elementare del 1902.
La normativa del 1904 fu assorbita, senza sostanziali modifiche, negli articoli 312 e seguenti del "Regolamento generale per la istruzione elementare", approvato con regio decreto n. 150 del 1908 e poi, con modifiche minori, negli articoli 384 e seguenti del nuovo Regolamento, approvato con il regio decreto n. 1297 del 1928.
Il riconoscimento consisteva in un diploma di benemerenza di prima, seconda o terza classe che autorizzava il premiato a fregiarsi, rispettivamente della medaglia d'oro, argento o bronzo.

### Criteri di eleggibilità
La benemerenza aveva una duplice natura, ereditata dalle due decorazioni che aveva sostituito.
Benemeriti della pubblica istruzione
Concessa «Ai direttori e alle direttrici didattiche delle pubbliche scuole elementari, ai maestri e alle maestre delle scuole stesse, alle direttrici, alle insegnanti degli Asili e Giardini d'infanzia, appartenenti a Comuni o ad altri Enti morali, alle persone segnalate per singolari prestazioni o per motivo di notevoli elargizioni a vantaggio dell'istruzione primaria e dell'educazione infantile. (art. 1)».
La benemerenza era conferita dal Re su proposta del Ministro Segretario di Stato per la Pubblica Istruzione, in numero limitato ogni anno.
I direttori e gli insegnanti proposti dovevano essere muniti di regolare abilitazione e aver prestato, secondo la classe del riconoscimento, almeno 25, 15 o 10 anni di lodevole servizio, attestati dal Regio Provveditore agli studi. Quest'ultimo, raccolte le notizie dagli ispettori scolastici e sentito il parere del Consiglio scolastico provinciale, nel mese di ottobre di ciascun anno segnalava al Ministero coloro che per zelo, condotta irreprensibile e buoni frutti erano ritenuti meritevoli del riconoscimento; costoro dovevano congiungere all'anzianità e bontà del servizio titoli speciali di merito, proporzionati al grado del diploma per il quale erano proposti.
Otto lustri di lodevole servizio
«Coloro che abbiano compiuto 40 anni di lodevole servizio ... o che abbiano conseguito le pensioni di benemerenza ... avranno diritto al diploma di prima classe (art. 5)» con la medaglia d'oro.

### Insegne
Medaglia d'oro, d'argento o di bronzo, del diametro di tre centimetri e mezzo, avente:
sul rectol'effigie del re Vittorio Emanuele III;
sul versouna corona di quercia con la leggenda «Ai benemeriti della popolare istruzione».
Le medaglie andavano portate dalla parte sinistra del petto, appese a un nastro di seta dai colori nazionali.
I nomi dei premiati andavano pubblicati nel Bollettino ufficiale del Ministero della Pubblica Istruzione.
Con l'articolo 10 della legge n. 975 del 1939 l'oro della relativa medaglia è stato sostituito con altro metallo dorato.

## Benemerenza dell'istruzione elementare e materna (1950)
Dopo la caduta della monarchia la normativa del 1928 è stata confermata con l'articolo n. 4 della legge n. 1093 del 1950, tuttora in vigore.
La benemerenza quindi continua ad esistere, immutata nelle sue caratteristiche fondamentali.
L'effigie del re sulla medaglia è stata sostituita dall'emblema della Repubblica.

### Criteri di eleggibilità
La normativa del 1928, come la precedente, prevede due categorie di premiati.
Benemeriti della pubblica istruzione
«Al personale direttivo ed insegnante delle pubbliche scuole elementari e degli asili e giardini d'infanzia, in riconoscimento dell'opera particolarmente zelante ed efficace svolta a favore della istruzione popolare … al personale medesimo o ad altre persone estranee alla scuola per non comuni e gratuite prestazioni o per notevoli elargizioni a vantaggio dell'istruzione elementare e dell'educazione infantile (art. 384)».
Otto lustri di lodevole servizio
«Ai direttori ed ai maestri che abbiano compiuto 40 anni di servizio, qualificato almeno buono ... è conferito il diploma di benemerenza di prima classe (art. 388)» con la medaglia d'oro.